# Sad Lovers and Giants
I Sad Lovers and Giants (SLAG) sono un gruppo musicale rock britannico formatosi nel 1980 a Rickmansworth. La loro produzione musicale è riconducibile alla new wave ma è stata sempre piuttosto originale poiché penetrata da sottili e decise sfumature gotiche e progressive rock; pur nella loro non eccessiva prolificità discografica, i SLAG hanno avuto un sound sempre rinnovato e ciò li ha resi una band di culto nel panorama del post-punk europeo e non solo.

## Storia del gruppo
Costituita fin dall'origine da cinque elementi, la prima formazione era composta dal cantante Simon "Garçe" Allard, dal chitarrista Tristan Garel-Funk, dal bassista Cliff Silver, dal batterista Nigel Pollard e dal tastierista/sassofonista David Wood. Dopo due singoli autoprodotti per la piccola etichetta Last Music, la band inaugurò nel 1982 il catalogo della ben più nota Midnight con un primo album di studio Epic Garden Music e con il singolo Lost in a moment. Sempre in questo primo periodo, i SLAG hanno registrato una Peel Session per la BBC e un concerto dal vivo tenuto presso la radio olandese Hilversum, quest'ultimo successivamente inserito nell'album Total Sound del 1986. Le loro tournée dei primi periodi si svolgevano principalmente in locali, night-club e college inglesi (poche altre date all'estero), ma hanno avuto l'onore di fare da supporto a un'altra band allora già molto nota sulla scena rock di quegli anni: The Sound.
Inizia così ad allargarsi il consenso del pubblico nei loro confronti, soprattutto dopo l'uscita del secondo album Feeding the Flame del 1983; il tour nei Paesi Bassi e in Germania riscuote successo e vede aumentare il numero degli estimatori della band. Tuttavia, a causa di tensioni interne tra i componenti, Garel-Funk e Pollard decidono di staccarsi e proseguire per la propria strada. Nel periodo di fermo, l'etichetta Midnight decide di raccogliere alcuni loro brani, demo e rarità nell'album In the Breeze del 1984, nel quale troviamo l'inedito Three Lines e la Peel Session sopra richiamata.
La band ritorna sulle scene nel 1986 con una formazione rinnovata: Tony McGuiness alla chitarra, Ian Gibson al basso e Juliet Sainsbury alle tastiere. Pubblicano quindi l'album The Mirror Test e i due singoli Seven Kinds Of Sin e White Russians, riprendendo le tournée in Europa. A questo periodo risale anche la pubblicazione dei loro primi due album su cd (con l'aggiunta di altri brani tratti dai primi singoli). Dopo la tournée in Francia del 1988, la band decide di pubblicare la raccolta Les Année Vertes, mentre rientra il bassista Cliff Silver che da qualche anno s'era allontanato dalla formazione.
Nel 1990 arriva Headland, quarto album della band che viene ottimamente recensito dal settimanale inglese Melody Maker, mentre dell'anno successivo è Treehouse Poetry, ultimo disco della lunga collaborazione dei SLAG con l'etichetta Midnight che in quell'anno chiude i battenti; anche per questo motivo, la band ha un altro periodo di fermo, tranne per unirsi occasionalmente come gruppo di supporto durante i concerti degli And Also the Trees, altra storica formazione dark rock inglese.
Nel 1996, l'etichetta indipendente Cherry Red Records (che aveva rilevato il catalogo e i diritti della Midnight), pubblica una compilation dei SLAG intitolata E-mail from Eternity e solo nel 2002 la band incide il nuovo disco Melting in the Fullness of Time, per pruomovere il quale farà anche due tappe in Italia nell'anno seguente. Dal 1999 i SLAG hanno aperto una propria etichetta, la Voight-Kampff Records: ristampano i loro ultimi due dischi pubblicati per la Midnight su di un unico cd, unificando le scalette dei due album ed eliminando il brano più odiato dalla band: Life Will Kill Us. Altro lavoro pubblicato in proprio è stato il live La Dolce Vita, registrato durante un concerto a Losanna del 1988.
Sempre in Italia, a partire da aprile 2009, la nuova formazione dei SLAG (Allard, McGuiness, Pollard e Gibson a cui si è aggiunto in seguito l'attuale tastierista Will Hicks, dopo Jono Grant nel 2003 e l'italiano Marco Müllner nel 2009) promuove la ristampa dei due album più noti, Epic Garden Music e Feeding the Flame.
Dal 2010 la band continua ad esibirsi dal vivo in diverse città europee dopo aver ristampato The Mirror Test e pubblicato il nuovo singolo Himalaya/Happiness Is Fragile.
L'attuale formazione, con i suoi cinque e consolidati elementi (i cantanti/chitarristi Garçe Allard e Tony McGuiness, il bassista Ian Gibson, il tastierista Will Hicks e il batterista Nigel Pollard) è attualmente impegnata anche a scrivere e a registrare nuovo materiale per il loro futuro album. A marzo del 2016 la band è partita per il suo primo tour in U.S.A., grazie a un crowdfunding.

## Discografia

### Singoli
- 1981: Cle (EP - Last Movement)
- 1982: Colourless Dream (7" - Last Movement)
- 1982: Lost in a Moment (7" - Midnight Music)
- 1983: Man of Straw (7" e 12" - Midnight Music)
- 1987: Seven Kinds of Sin (12" – Midnight Music)
- 1987: White Russians (12" – Midnight Music)
- 1988: Cowboys (12" – Midnight Music)
- 1989: Sleep / A Reflected Dream (feat. "The Essence") (12" – Midnight Music)
- 1990: Clocks Go Backwards (12" – Midnight Music)
- 1996: Cowboys (12" – Old Gold)
- 2010: Himalaya/Happiness is Fragile (12" - Voight-Kampff Records)

### Album (LP, CD, raccolte, Live)
- 1982: Epic Garden Music (LP - Midnight Music)
- 1983: Feeding the Flame (LP – Midnight Music)
- 1984: In the Breeze (LP – Midnight Music)
- 1986: Total Sound (LP – Midnight Music)
- 1987: The Mirror Test (LP – Midnight Music)
- 1987: The Mirror Test (LP – Penguin)
- 1987: Epic Garden Music (CD - Midnight Music)
- 1987: Feeding the Flame (CD – Midnight Music)
- 1988: The Mirror Test (CD – Midnight Music)
- 1988: Les Année Vertes (LP - Midnight Music)
- 1990: Headland (LP e CD - Midnight Music)
- 1991: Treehouse Poetry (LP e CD - Midnight Music)
- 1996: Email from Eternity (CD - Anagram Records)
- 1991: Les Année Vertes (CD - Midnight Music)
- 1999: La Dolce Vita (CD - Voight-Kampff Records)
- 2000: Email from Eternity (CD - Contraseña Records)
- 2001: Headland and Treehouse Poetry (CD doppio - Voight-Kampff Records)
- 2002: Melting in the Fullness of Time (CD -  Voight-Kampff Records)
- 2009: Epic Garden Music (CD – Cherry Red Records)
- 2009: Feeding the Flame (CD – Cherry Red Records)
- 2010: The Mirror Test Redux (CD – Cherry Red Records)
- 2011: Epic Garden Music (LP - Radiation Records)
- 2011: Feeding the Flame (LP - Radiation Records)
- 2011: Headland (CD – Cherry Red Records)
- 2018: Mission Creep - (digitally released)

### Compilation (partecipazioni)
- 1981: The Thing From The Crypt (LP - The Thing From The Crypt Record)
- 1986: Between Today and Tomorrow (LP - Midnight Music)
- 1987: Diamonds in Darkness (LP - Midnight Music)
- 1999: Maxi Pop Collection - Vol. III (CD ediz. lim. - Contraseña Records)
- 2002: 80's History - The Session 2 (CD doppio - Contraseña Records)
- 2002: Nocturnal (The Best Of Midnight Music) (CD - Cherry Red Records)